# Bacillus subtilis

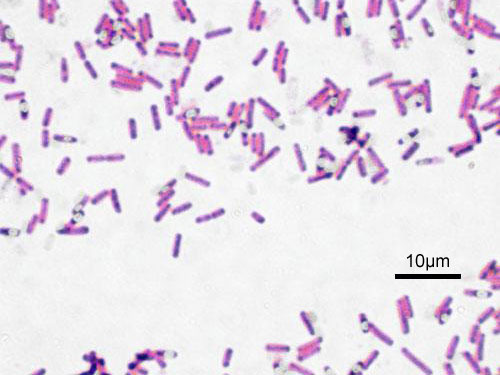
Gram-festett Bacillus subtilis

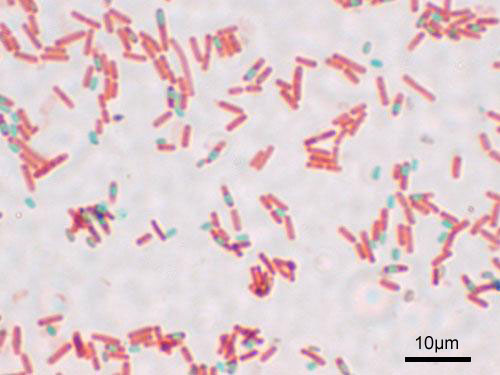
Bacillus subtilis spóraképződés közben

A szénabacilus néven is ismert Bacillus subtilis a talajban általánosan fellelhető Gram-pozitív, kataláz-pozitív baktérium.
A Bacillus nemzetség fajaként a B. subtilis pálcika formájú, és képes a kedvezőtlen környezeti körülmények közti túlélést biztosító, szívós endospórát létrehozni. Más ismert Bacillus-fajoktól eltérően a B. subtilis-t a múltban obligát aerob szervezetként írták le, de újabb kutatások szerint ez nem teljesen helytálló.

## Károkozása
A B. subtilis nem tartozik a humánpatogének közé. Megfertőzheti az ételt, de ritkán okoz ételmérgezést. A B. subtilis termeli a szubtilizin nevű proteolitikus enzimet. A B. subtilis spóra formában képes a főzés extrém hőhatásának túlélésére.
A B. subtilis felelős a kenyér nyúlósodásáért. Az általa termelt hosszú láncú poliszacharidoktól a kenyér illata gyümölcsészterre emlékeztet, bélszerkezete ragadós, kenőcsös állományúvá válik, törésekor szálhúzás figyelhető meg. A bacilus eleve jelen lehet a lisztben, de fertőzheti a sajtolt élesztőt, vagy bekerülhet a sütőüzem felszerelési tárgyairól is. Spóráinak egy része a sütést túlélve vegetatív sejtté alakulhat vissza. A kenyérben általában elegendő B. subtilis-spóra van ahhoz, hogy a nyúlósodás megkezdődjön, ám ennek bekövetkezéséhez több feltételnek kell teljesülnie: a kenyér bélzetének pH-ja ne legyen túl savanyú, 5,3 feletti legyen; sütés után a kenyér huzamosabb ideig 26 °C fölötti hőmérsékleten álljon; a bélzet nedvességtartalma 40%-ot meghaladó legyen. A nyúlósodás kialakulásához így is 2-3 napra van szükség, ami alatt általában a kenyeret már elfogyasztják. Leggyakrabban nagyméretű, fehér kenyereknél, a nyári hónapokban alakul ki nyúlósodás. Savanykásra kovászolással hatékonyan lehet védekezni ellene.

## Szaporodás, endospóra
A B. subtilis szaporodása kettéosztódással (bináris hasadás) történik. Képes endospórát létrehozni, ami a kedvezőtlen életkörülményekkel (hőmérséklet, pH, szárazság, sókoncentráció) szemben ellenálló, és hosszú ideig inaktív állapotban életben maradhat. Az endospóra táplálkozási stressz idején jön létre, és lehetővé teszi a szervezet számára a túlélést, amíg a környezeti feltételek kedvezőbbek lesznek. Az endospóra kialakulása előtt a baktérium ostorokat növesztve mozgásra képessé válhat, és DNS-t vehet fel környezetéből.

## Kromoszóma-replikáció
A B. subtilis a bakteriális kromoszóma-replikáció modellszervezete. Az egyetlen, cirkuláris kromoszóma replikációja egyetlen lókuszból, a replikációs origóból (oriC) indul ki. Innen a replikáció két irányba halad tovább, két replikációs villa halad a kromoszóma mellett az óramutató járásával megegyező, illetve azzal ellentétes irányban. A kromoszóma replikációja akkor fejeződik be, ha a villák elérik a terminus régiót, ami a genetikai térképen vagy kapcsoltsági térképen (linkage map) az origóval szemközt található. A terminus számos rövid DNS-szakaszt tartalmaz (Ter helyek), amik a replikáció gátlását segítik. Specifikus fehérjék közvetítenek a DNS-replikáció lépései során. A B. subtilis és az Escherichia coli kromoszomális DNS-replikációja során szerepet kapó fehérjék összehasonlítása több hasonlóságot és különbséget felfed. Bár az alapvető, az iniciációt (indítást), elongációt (a szál szintézise) és terminációt (befejezés) előmozdító komponensek jól konzerválódtak, van néhány fontos különbség (pl. az egyik baktériumból hiányoznak a másik számára esszenciális fehérjék). Ezek a különbségek kiemelik azoknak a mechanizmusoknak és stratégiáknak a sokféleségét, amiket a különböző baktériumfajok adaptáltak a genomjuk duplikálása érdekében.

## Modellszervezet
A B. subtilis géntechnológiailag jól manipulálhatónak bizonyult, így széles körben elterjedt laboratóriumi vizsgálatok modellszervezeteként, különösen a spóraképződés, a sejtdifferenciálódás egyszerű példájának vizsgálatában. Sok ostora van, ezért gyors mozgásra képes. Igen népszerű modellszervezet, ilyen tekintetben az Escherichia coli, egy Gram-negatív pálca alakú baktérium Gram-pozitív megfelelője.

## Felhasználása

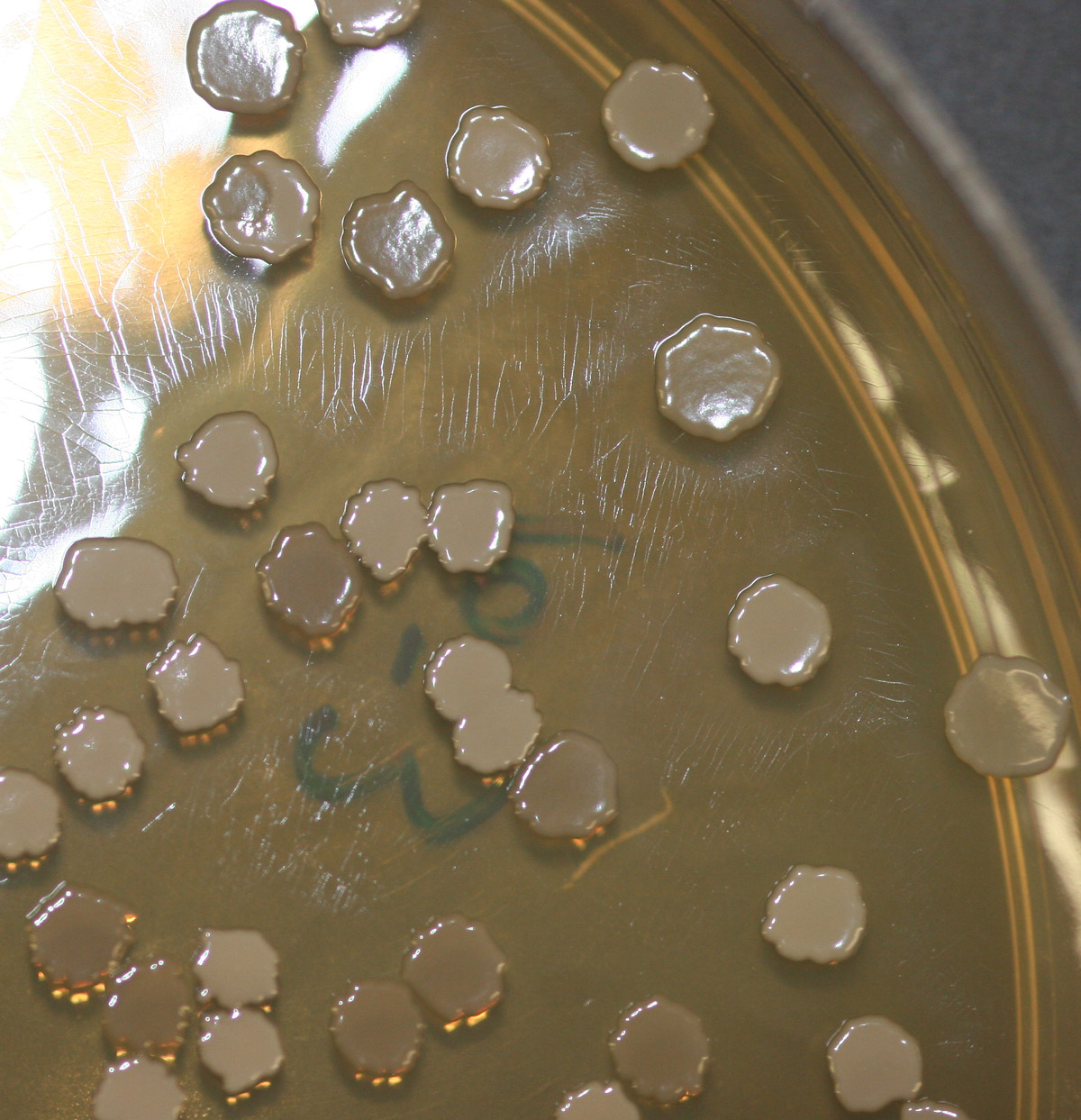
Laboratóriumban szaporított B. subtilis-kolóniák egy Petri-csészében.

A B. subtilis-t talajjavító baktériumként alkalmazzák a mezőgazdaságban és a kertészetben. A közeli rokon B. globigii fajt a Project SHAD (avagy Project 112)  során a biológiai hadviselés szimulációjára használták.
A B. subtilis és a B. licheniformis által termelt enzimeket mosószerek adalékanyagaként használják.
Egyéb felhasználási formái:
- modellszervezet
- egy korábban Bacillus natto néven ismert törzsét a japán natto, illetve a hasonló jellegű cheonggukjang nevű étel nagyüzemi előállításában használták.
- egy B. subtilis-törzs, a QST 713 (Serenade néven reklámozták) természetes gombaölő hatású, biológiai irtószerként alkalmazzák
- az olcsó, hatékony antibiotikumok elterjedése előtt az emésztőszervi és húgyuti megbetegedésekben immunstimulánsként adták. Nyugat-Európában és a Közel-Keleten az alternatív gyógyászat ma is alkalmazza.
- robbanóanyagokat lebont nitrogén, szén-dioxid és víz keverékére.
- a radioaktív hulladék (tórium (IV), plutónium (IV) biztonságos tárolását segíti felületének protonmegkötő képessége
- A B. subtilis str. pBE2C1 és B. subtilis str. pBE2C1AB rekombinánsokat poli(hidroxi-alkanoátok) (PHA)-k előállítására használták fel, mert alacsony költséggel, malátahulladékból képes PHA-t előállítani
- amiláz enzim előállítására használták.

## Története
A baktériumot eredetileg Christian Gottfried Ehrenberg írta le 1835-ben, még Vibrio subtilis néven, majd ezt Ferdinand Cohn 1872-ben Bacillus subtilis-re helyesbítette. Az 1950-es évek folyamán az alternatív gyógyászatban használták fel a B. subtilis-kultúrát, sejtjeinek immunstimuláns hatása miatt, amiről úgy találták, fogyasztásával széles körben stimulálja az immunaktivitást, beleértve az IgM- IgG és IgA specifikus ellenanyagok kiválasztását valamint a CpG-dinukleotidok kibocsátását, ami serkenti a leukociták és citokinek INF A/Y termelését, ami a tumorsejtekkel szembeni citotoxikusság egyik kiváltója. 1946-tól Amerikában és Európában immunstimulánsként reklámozták emésztőrendszeri és húgyúti megbetegedések, mint a Rotavirus vagy a Shigella kezelésére, de népszerűségük alábbhagyott az olcsó antibiotikumok elterjedésével, noha kevesebb allergiás reakciót váltottak ki és jóval kevésbé voltak toxikusak a normális bélflórára nézve.

## Fordítás
- Ez a szócikk részben vagy egészben  a   Bacillus subtilis című angol Wikipédia-szócikk ezen változatának fordításán alapul.  Az eredeti cikk szerkesztőit annak laptörténete sorolja fel. Ez a jelzés csupán a megfogalmazás eredetét és a szerzői jogokat jelzi, nem szolgál a cikkben szereplő információk forrásmegjelöléseként.